# Ermita de la Virgen de Gracia (El Run)
La ermita de la Virgen de Gracia de El Run se encuentra en el término de la localidad española homónima, en la Ribagorza, Aragón. Se construyó en el primer cuarto del siglo XII a iniciativa de los monjes de Santa María de Lavaix, a los que pertenecía el lugar de El Run.
Es de estilo románico lombardo.
Es de nave única con cabecera semicircular orientada al este y posee una torre que se levanta sobre el primer tramo de la nave. Presenta elementos típicos del románico lombardo, como son las ventanas geminadas, los arquillos ciegos y el friso de dientes de sierra situado bajo la cornisa. Tiene características similares a las de las iglesias románicas del Valle de Bohí, sobre todo con la de San Clemente de Tahull.
El ábside está construido en piedra sillar sin desbastar alternando con sillarejo; la nave, de piedra sillar; y la torre, de sillarejo de piedra toba.
En época posterior se alargó la nave con un tramo, se construyeron contrafuertes y se cubrió con bóveda apuntada de cañón.